# Velká pardubická 2012
Velká pardubická 2012 byla 122. ročníkem tohoto dostihu, který se konal 13. října 2012 na závodišti v Pardubicích. Dostihu na 6900 m se zúčastnilo celkem 23 koní.
Zvítězila desetiletá klisna Orphee des Blins s žokejem Janem Faltejskem. Na druhém místě doběhl s velkou ztrátou Ronino s Jiřím Kouským. Třetí se umístil největší favorit, obhájce loňského vítězství Tiumen, v jehož sedle byl opět Josef Váňa.
Dostih byl dotován částkou 4,8 milionu korun, vítězný kůň vydělal pro svého majitele 1,92 milionu.

## Konečné pořadí
Do cíle doběhlo 15 z 23 koní. Jedním z koní, který nedokončil, byla dvojnásobná vítězka dostihu Sixteen.
| Pořadí           | Tým                                                               |
| ---------------- | ----------------------------------------------------------------- |
| Zlatá medaile    | Orphee des Blins (ž. Faltejsek, tr. Wroblewski, majitel DS Pegas) |
| Stříbrná medaile | Ronino (ž. Kousek)                                                |
| Bronzová medaile | Tiumen (ž. Váňa st.)                                              |
| 4.               | Maljimar (ž. Reveley)                                             |
| 5.               | Valldemoso (ž. Andrés)                                            |
| 6.               | Uncle Junior (ž. Mullins)                                         |